# Twonotone
twonotone (скорочено TNO) — український електронний дует з Чернівців, що грає ньювейв та синтіпоп.

## Історія
Дует був створений 21 січня 2018 року вокалістом гурту Двері Боком Михайлом Андрусяком та гітаристом гуртів I Have I Need та 7 a.m. Денисом Семенюком.
Перший релізом стала робота над реміксом на композицію гурту YUKO «Маша» з лейбла Masterskaya.
Перший сингл під назвою «Простір» побачив світ на усіх можливих музичних платформах 1 листопада 2018.
1 лютого 2019 року відбувся реліз ЕР «Там де немає ноликів», на якому присутній remastered варіант першого синглу «Простір», та три нові композиції.
У листопаді 2019 року гурт оприлюднив у мережі сингл «У мене в голові», який був записаний у колаборації із чернівчанкою Крістіною Буренко, яка не лише співала, але і брала участь у написанні тексту.
У червні 2020 року дует презентував у мережі свою нову роботу під не звичною назвою «Not DaKooka». Пісня створювалася як ремікс на пісню виконавиці DaKooka, але врешті-решт twonotone випустили її під власною назвою.

## Склад
Михайло Андрусяк — вокал, синтезатори, драм-машина
Денис Семенюк — гітара, саундпродюсер, вокал

## Дискографія
2018 — «Простір» (сингл)
2018 — «Маямі» (сингл)
2019 — «Там де немає ноликів» (EP)
2019 — «У мене в голові» (сингл)
2020 — «Not DaKooka» (сингл)
2021 — «Тиша» (сингл)